# Kapuliwka
Kapuliwka (ukr. Капулівка) – wieś na Ukrainie, w obwodzie dniepropetrowskim, w rejonie nikopolskim. W 2001 liczyła 2053 mieszkańców, spośród których 1901 wskazało jako ojczysty język ukraiński, 129 rosyjski, 2 mołdawski, 15 białoruski, a 6 inny.